# Codex Vatopedinus 602

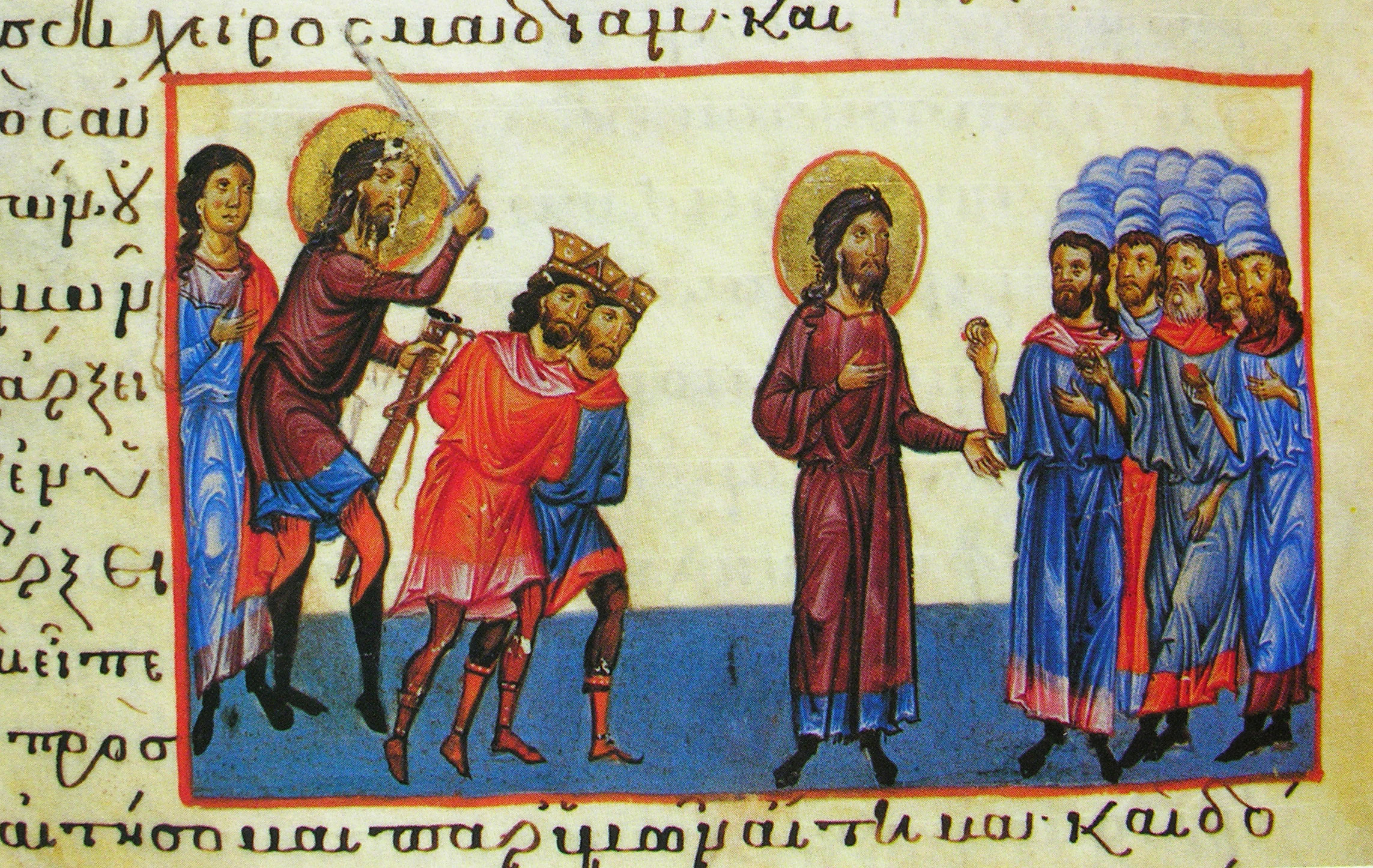
Gideon tötet Sebach und Zalmunna

Der Codex Vatopedinus 602 ist eine Pergamenthandschrift in griechischer Sprache aus dem späten 13. Jahrhundert.
Sie enthält die Bücher Leviticus bis Ruth als Fragmente eines Oktateuchs. Es sind 469 Blätter mit 164 farbigen Miniaturen erhalten.
Diese stellen eine Synthese antiker, früh- und mittelbyzantinischer Bildelemente dar. Es können zwei Künstlerpersönlichkeiten, die an dem Werk arbeiteten, geschieden werden.
Die Handschrift befindet sich im Kloster Vatopedi auf dem Berg Athos in Griechenland mit der Signatur Cod. Vatop. 602.